# Prätendentenstreit
Der Prätendentenstreit bezeichnet eine bestimmte Konstellation im Zivilprozess, namentlich dass wegen derselben Sache zwei Anspruchsteller (Prätendenten) streiten. Der Schuldner hat in einem solchen Fall die Rolle des Beklagten, während einer der Prätendenten Kläger ist und dem anderen Prätendenten der Streit verkündet wird.
Der Schuldner kann sich, wenn seine Leistung unstreitig ist, eines solchen Streits entledigen, indem er sie hinterlegt. In diesem Fall wird er aus dem Rechtsstreit entlassen und der Prozess zwischen den Prätendenten fortgeführt, so dass der Obsiegende die Leistung erhält (§ 75 ZPO).
Die Parteirollen wechseln in den Stadien eines Prätendentenstreits:
- Zu Anfang ist der prätendierende Gläubiger Kläger und der Schuldner ist Beklagter.
- Dem zweiten Prätendenten kann darauf der Streit verkündet werden,[1] mit der Aufforderung, als Nebenintervenient dem Rechtsstreit auf Seiten des Beklagten beizutreten. Er wird dann zum Streithelfer des Beklagten (§ 66 ZPO).
- Wenn dies erfolgt, kann der beklagte Schuldner die Sache bei der dafür zuständigen Stelle hinterlegen und erklären, dass er auf eine Rücknahme verzichtet (§ 376, § 378 BGB). Er wird dann vom Gericht aus dem Prozess entlassen und ist nicht mehr Partei.
- In Fortführung des Prozesses bleibt der bisher klagende Prätendent weiterhin Kläger und stellt nunmehr den Antrag, ihm das Hinterlegte zuzusprechen. Der andere Prätendent wechselt in die Rolle des Beklagten und stellt Antrag auf Klageabweisung und quasi widerklagend beantragt er, ihm das Hinterlegte zu zusprechen.

Alle Kosten trägt der unterlegene Prätendent mit Ausnahme eventueller Kosten des Schuldners durch einen unberechtigten Widerspruch.
Die Funktion des Prätendentenstreits besteht u. a. in der prozessualen Absicherung des Schuldners gegenüber Gesamtgläubigern (vgl. § 428 BGB) oder einer Gläubigermehrheit (vgl. § 432 BGB), also wenn er mehreren eine Sache schuldet bzw. sie mehreren gemeinschaftlich und unteilbar schuldet. Zwar kann er im ersten Fall an jeden der Gläubiger mit befreiender Wirkung leisten, jedoch trägt er das Risiko der Treffsicherheit seiner Leistung, das manchmal außerhalb seines Kenntnis- und Einflussbereichs liegt.
In materiell-rechtlichem Sinne liegt seitens des Schuldners ein unbedingtes, alternatives Anerkenntnis vor, in prozessualer Hinsicht darf jedoch kein Anerkenntnisurteil erlassen werden.
Nicht vorgesehen ist nach deutschem Recht der Prätendentenstreit bei allen nicht-hinterlegungsfähigen Anspruchszielen (etwa Unterlassungsanspruch, Handlung, Abgabe einer Willenserklärung, Duldung etc.), er kann auch nicht bei alternativem Anerkenntnis des Schuldners geführt werden.
Im Falle der Klageabweisung, d. h. wenn das Gericht keinem der Prätendenten das Hinterlegte zuspricht, ist ein Nachverfahren vorgesehen. In einem solchen Fall muss der Schuldner erneut auf Einwilligung in die Rücknahme klagen. Hintergrund ist, dass nach deutschem Recht zugunsten der Prätendenten nur so hinterlegt werden kann und eine Hinterlegung nur dann Erfüllungswirkung hat, wenn dabei ein Rücknahmeausschluss erklärt wird (vgl. § 75 ZPO, § 378 BGB).